# Uncinia austroamericana
Uncinia austroamericana är en halvgräsart som beskrevs av Gerald A. Wheeler. Uncinia austroamericana ingår i släktet Uncinia och familjen halvgräs. Inga underarter finns listade i Catalogue of Life.